# Mohîlivka, Șîroke
Mohîlivka (în ucraineană Могилівка) este un sat în comuna Andriivka din raionul Șîroke, regiunea Dnipropetrovsk, Ucraina.

## Demografie
Componența lingvistică a localității Mohîlivka
     Ucraineană (94,83%)
     Rusă (5,17%)
Conform recensământului din 2001, majoritatea populației localității Mohîlivka era vorbitoare de ucraineană (94,83%), existând în minoritate și vorbitori de rusă (5,17%).